# Marco Cavagna
| Odkryte planetoidy: 19 | Odkryte planetoidy: 19 |
| ---------------------- | ---------------------- |
| (7199) Brianza         | 28 marca 1994          |
| (7848) Bernasconi      | 22 lutego 1996         |
| (8106) Carpino         | 23 grudnia 1994        |
| (8935) Beccaria        | 11 stycznia 1997       |
| (13777) Cielobuio      | 20 października 1998   |
| (16682) Donati         | 18 marca 1994          |
| (19287) Paronelli      | 22 lutego 1996         |
| (19318) Somanah        | 2 grudnia 1996         |
| (23571) Zuaboni        | 1 stycznia 1995        |
| (31254) 1998 DK23      | 27 lutego 1998         |
| (33035) Pareschi       | 27 września 1997       |
| (33151) 1998 DY11      | 25 lutego 1998         |
| (35316) Monella        | 11 stycznia 1997       |
| (55854) Stoppani       | 8 listopada 1996       |
| (69971) Tanzi          | 18 listopada 1998      |
| (79382) 1997 GC4       | 8 kwietnia 1997        |
| (85433) 1997 CJ22      | 13 lutego 1997         |
| (185688) 1997 CC6      | 6 lutego 1997          |
| (185733) Luigicolzani  | 28 listopada 1998      |
| 1. 2. 3. 4. 5. 6. 7.   |                        |

Marco Cavagna (ur. 1958, zm. 9 sierpnia 2005) – włoski astronom amator. Korzystając z obserwatorium astronomicznego we włoskim mieście Sormano, odkrył 19 planetoid (jedną samodzielnie oraz 18 wspólnie z innymi astronomami). Zajmował się także obserwacjami komet i gwiazd zmiennych.
W 1999 nazwano jego imieniem jedną z planetoid: (10149) Cavagna. Po jego śmierci nadano nazwę Cavagna nowemu teleskopowi zainstalowanemu w obserwatorium w Sormano.